# World Series FINA de plongeon 2010
 (signalé en août 2025).
Si vous disposez d'ouvrages ou d'articles de référence ou si vous connaissez des sites web de qualité traitant du thème abordé ici, merci de compléter l'article en donnant les références utiles à sa vérifiabilité et en les liant à la section « Notes et références ».
- Archive Wikiwix
- Bing
- Cairn
- DuckDuckGo
- E. Universalis
- Gallica
- Google
- G. Books
- G. News
- G. Scholar
- Persée
- Qwant
- (zh) Baidu
- (ru) Yandex
- (wd) trouver des œuvres sur Wikidata

Navigation
Édition 2009 Édition 2011
L'édition 2010 des World Series FINA de plongeon s'est disputée durant les mois de mars et avril et a comporté trois étapes.

## Les étapes
| Date           | Lieu     |
| -------------- | -------- |
| 27 au 28 mars  | Qingdao  |
| 16 au 17 avril | Veracruz |
| 20 au 21 avril | Veracruz |

## Classement

### Hommes
| Place | Nom                | Nationalité | Point |
| ----- | ------------------ | ----------- | ----- |
| 1     | Qin Kai            | Chine       | 48    |
| 2     | Yahel Castillo     | Mexique     | 44    |
| 3     | Alexandre Despatie | Canada      | 42    |

| Place | Nom               | Nationalité | Point |
| ----- | ----------------- | ----------- | ----- |
| 1     | Qiu Bo            | Chine       | 54    |
| 2     | German Sanchez    | Mexique     | 32    |
| 3     | Alexey Kravchenko | Russie      | 30    |

| Place | Pays      | Point |
| ----- | --------- | ----- |
| 1     | Chine     | 81    |
| 2     | Russie    | 69    |
| 3     | Allemagne | 57    |

| Place | Pays      | Point |
| ----- | --------- | ----- |
| 1     | Chine     | 81    |
| 2     | Allemagne | 66    |
| 3     | Cuba      | 60    |

### Femmes
| Place | Nom            | Nationalité | Point |
| ----- | -------------- | ----------- | ----- |
| 1     | He Zi          | Chine       | 54    |
| 2     | Paola Espinosa | Mexique     | 44    |
| 3     | Jennifer Abel  | Canada      | 30    |

| Place | Nom            | Nationalité | Point |
| ----- | -------------- | ----------- | ----- |
| 1     | Chen Ruolin    | Chine       | 54    |
| 2     | Kang Li        | Chine       | 44    |
| 3     | Paola Espinosa | Mexique     | 42    |

| Place | Pays   | Point |
| ----- | ------ | ----- |
| 1     | Chine  | 72    |
| 2     | Russie | 69    |
| 3     | Canada | 33    |

| Place | Pays        | Point |
| ----- | ----------- | ----- |
| 1     | Chine       | 81    |
| 2     | Canada      | 69    |
| 3     | Royaume-Uni | 48    |

## Vainqueurs par épreuve
| Étapes   | Hommes             | Hommes       | Hommes                     | Hommes                       |             | Femmes       | Femmes                                          | Femmes                     | Femmes |
| Étapes   | Tremplin 3m        | Haut vol 10m | Synchro 3m                 | Synchro 10m                  | Tremplin 3m | Haut vol 10m | Synchro 3m                                      | Synchro 10m                |        |
| Qingdao  | Qin Kai            | Qiu Bo       | Chine Qin Kai Zhang Xinhua | Chine Zhang Yanquan Cao Yuan | He Zi       | Chen Ruolin  | Russie Svetlana Filippova Anastasia Pozdniakova | Chine Chen Ruolin Wang Hao |        |
| Veracruz | Alexandre Despatie | Qiu Bo       | Chine Qin Kai Zhang Xinhua | Chine Zhang Yanquan Cao Yuan | He Zi       | Chen Ruolin  | Chine He Zi Wu Minxia                           | Chine Chen Ruolin Wang Hao |        |
| Veracruz | Yahel Castillo     | Qiu Bo       | Chine Qin Kai Zhang Xinhua | Chine Zhang Yanquan Cao Yuan | He Zi       | Chen Ruolin  | Chine He Zi Wu Minxia                           | Chine Chen Ruolin Wang Hao |        |